# Mandersia scymnoides
Mandersia scymnoides är en skalbaggsart som beskrevs av Sharp 1902. Mandersia scymnoides ingår i släktet Mandersia och familjen lerstrandbaggar. Inga underarter finns listade i Catalogue of Life.